# Cliff Arquette
Pour les articles homonymes, voir Arquette.
Clifford Charles Arquette dit Cliff Arquette est un acteur, scénariste, pianiste et compositeur américain né le 27 décembre 1905 à Toledo, Ohio (États-Unis), et mort le 23 septembre 1974 à Burbank (États-Unis).

## Biographie
Cliff Arquette est le fils de l'homme d'affaires Charles Augustus Arquette (1874-1969) et Winifred Ethel Clark (1876-1972). Cliff amorce sa carrière comme pianiste de night club, puis se joint à l'orchestre de danse de Henry Halstead qui donne de nombreux concerts pour des célébrités d'Hollywood.
À partir de la fin des années 1930, il travaille beaucoup comme acteur à la radio et sur scène dans des spectacles de variétés.
En 1952, il incarne le personnage de Charley Weaver dans la série télévisée Dave and Charley. Oncle débonnaire et facétieux, le personnage obtient un tel succès que Cliff Arquette n'apparaît pratiquement plus que dans ce rôle, au cinéma comme à la télévision, pendant le reste de sa carrière.
Il est le père de Lewis Arquette et le grand-père de Patricia, Rosanna, Alexis, Richmond et David Arquette.

## Filmographie

### comme acteur
- 1951 : Deux Nigauds chez les barbus (Comin' Round the Mountain) de Charles Lamont : Droopy Beagle
- 1951 : The Ezio Pinza Show (série télévisée) : Charley Weaver (1952-1954)
- 1952 : Dave and Charley (série télévisée) : Charley Weaver
- 1952 : The Dennis Day Show (en) (série télévisée) : Charley Weaver
- 1954 : La police est sur les dents (en) (Dragnet) de Jack Webb : Charlie Weaver
- 1957 : The Jack Paar Tonight Show (en) (série télévisée) : Charley Weaver (1958-1962)
- 1959 : Hobby Lobby (série télévisée) : Charley Weaver
- 1962 : The Roy Rogers & Dale Evans Show (en) (série télévisée) : Charley Weaver
- 1965 : Saturday Night in Apple Valley de John Myhers : Charley Weaver / Mama Coot
- 1966 : Don't Worry, We'll Think of a Title : Cameo appearance